# زایچار
زایچار (به بلغاری: Zaychar) یک منطقهٔ مسکونی در بلغارستان است که در Ruen واقع شده‌است.